# Gainesville (Virgínia)
Gainesville és una concentració de població designada pel cens dels Estats Units a l'estat de Virgínia. Segons el cens del 2009 tenia 28.662 habitants.

## Demografia
Segons el cens del 2000, Gainesville tenia 4.382 habitants, 1.719 habitatges, i 1.304 famílies. La densitat de població era de 174,1 habitants per km².
Dels 1.719 habitatges en un 32,8% hi vivien nens de menys de 18 anys, en un 67,2% hi vivien parelles casades, en un 5,6% dones solteres, i en un 24,1% no eren unitats familiars. En el 18,6% dels habitatges hi vivien persones soles el 3,8% de les quals corresponia a persones de 65 anys o més que vivien soles. El nombre mitjà de persones vivint en cada habitatge era de 2,55 i el nombre mitjà de persones que vivien en cada família era de 2,91.
Per edats la població es repartia de la següent manera: un 24,4% tenia menys de 18 anys, un 5,2% entre 18 i 24, un 36,7% entre 25 i 44, un 23,6% de 45 a 60 i un 9,9% 65 anys o més.
L'edat mediana era de 36 anys. Per cada 100 dones de 18 o més anys hi havia 94,8 homes.
La renda mediana per habitatge era de 76.300$ i la renda mediana per família de 82.627$. Els homes tenien una renda mediana de 46.934$ mentre que les dones 40.385$. La renda per capita de la població era de 35.196$. Entorn de l'1,9% de les famílies i el 2,8% de la població estaven per davall del llindar de pobresa.

## Poblacions més properes
El següent diagrama mostra les poblacions més properes.